# Brouwerij Lust

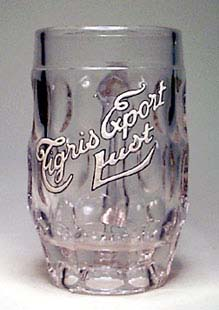
Bierglas Lust.

Brouwerij Lust of La Nouvelle Espérance was een bierbrouwerij in de Belgische stad Kortrijk. Het bedrijf was samen met Brouwerij Tack de grootste van de West-Vlaamse stad én gelegen in de Potterijstraat en Stompaertshoek in de omgeving van de Romeinselaan.
Reeds in 1797 stookte Charles Lust jenever en andere sterkedrank. Pas in 1843 startte Emile Lust met het brouwen van bier. Het was zijn weduwe die de naam in 1871 veranderde in La Nouvelle Espérance. Men brouwde daar tot in 1968 met de overname door Brouwerij Haacht uit Boortmeerbeek. De brouwerij werd in 1976 gesloopt, ook al omwille van de aanleg van de Romeinselaan.
Omdat de bedrijvigheid aan beide kanten van de Potterijstraat werd uitgeoefend, kwam er over de weg een verbindingsbrug. De straat werd in de volksmond Lustens straatje genoemd.